# Fengyun Ernü
Fengyun Ernü (xinès tradicional: 風雲兒女, xinès simplificat: 风云儿女, pinyin: Fēngyǔn Érnǔ, literalment 'Fills de temps convulsos') és una pel·lícula patriòtica xinesa de 1935, que tracta sobre les influències estrangeres sobre Xina.
És coneguda per contindre la primera representació de La Marxa dels Voluntaris, l'actual himne nacional de la República Popular de la Xina. La pel·lícula va ser dirigida per Xu Xingzhi i guionitzada per Tian Han i Xia Yan. Yuan Muzhi interpreta un intel·lectual que fuig dels problemes a Shanghai per a perseguir la glamurosa Wang Renmei només per unir-se a la resistència xinesa després de la mort de la seua amiga.

## Trama
La pel·lícula conta la història del jove poeta Xin Baihe, que malviu a Shanghai amb la seua amiga Liang. Liang s'uneix a la resistència contra els invasors japonesos, però Xin decideix continuar una relació amb una glamurosa vídua occidentalitzada de Qingdao.
No obstant això, després de descobrir que Liang ha mort, Xin canvia d'opinió i s'uneix a la lluita contra el Japó.

## Temes comunistes
La pel·lícula va ser una producció de Diantong, empresa amb rerefons esquerrà. La història està basada en una història escrita per Tian Han, membre del partit comunista des del 1932 i que fou arrestat pels nacionalistes poc després de l'estrena. A més, un dels protagonistes fou Yuan Muzhi, que s'uniria als comunistes el 1940, i tenia música del compositor comunista Nie Er.
La història en si, la d'un home ric que aprèn a abandonar la decadència de la cultura occidental per a l'auto-sacrifici, va ser també un tema comú entre les pel·lícules d'esquerres del període.

## Tema
El tema musical de la pel·lícula fou La Marxa dels Voluntaris, cantada per Gu Menghe i Yuan Muzhi. La cançó va ser llançada com a àlbum pel segell Pathé Records. La Marxa dels voluntaris va ser elegida com a himne nacional de la República Popular de la Xina el 1949.